# بيان سون-جوف
كان بيان سون-جوف أو البيان المشترك لصن وجوف (بالصينية: 孫文越飛宣言) اتفاقية وُقّعت بين سون يات سين وأدولف جوف في 26 يناير 1923، للتعاون بين حزب الكومينتانغ في جمهورية الصين والاتحاد السوفيتي.  وأكد البيان أن النظام السوفييتي غير مناسب للصين وأعلن بشكل عام عن استعداد السوفييت للتعاون مع الحزب القومي الصيني في نضاله لتوحيد الصين 

## خلفية
في عام 1918، أعلن جورجي تشيشيرين من مجلس مفوضي الشعب في الاتحاد السوفييتي عن نية الاتحاد السوفييتي التخلي عن الحقوق والامتيازات الروسية المكتسبة في الصين.  وفي 27 أكتوبر 1920، أُرسلت مذكرة رسمية لبدء المفاوضات إلى وزير الخارجية الصيني في بكين. أرسل البلاشفة م. آي. يورين وألكسندر بايكيس وأدولف جوف. 

## التوقيع
لم يُحسم جوف مسألة منغوليا الخارجية أو سكة حديد الشرق الأقصى الصينية، لكنه نجح في إقامة علاقات سياسية مع سون يات سين. في 26 يناير 1923، أصدر سون وجوف البيان الذي أصبح أساس التعاون بين الكومينتانغ والاتحاد السوفيتي. في يوليو 1923، أرسل سون تشيانج كاي شيك إلى روسيا لدراسة الأوضاع العسكرية والسياسية السوفيتية.